# Bad Laasphe
Bad Laasphe (pronunciación en alemán: /baːt ˈlaːsfə/ⓘ) es un municipio situado en el distrito de Siegen-Wittgenstein, en el estado federado de Renania del Norte-Westfalia (Alemania), con una población a finales de 2016 de unos 13 802 habitantes.
Se encuentra en la zona centro-sur del estado, en la región de Arnsberg, cerca del río Sieg —un afluente derecho del Rin— y de la frontera con los estados de Hesse y Renania-Palatinado.

## Historia
En 1888, la ciudad de Laasphe se encontraba en la región administrativa prusiana de Arnsberg en el distrito de Wittgenstein y estaba conectada a la línea Kreuzthal-Marburg del ferrocarril estatal prusiano (Preußische Staatsbahn). En 1888, Laasphe tenía una universidad para maestros jóvenes, un tribunal de justicia local y unas fábricas de prendas de punto y calcetería. En 1885, Laasphe tenía 2.225 habitantes en su mayoría evangélicos. El Palacio de Wittgenstein poseía dos herrajes. (De Meyers Konversations-Lexikon)
Desde 1960, Laasphe ha sido un spa Kneipp. El 1 de enero de 1984, la ciudad se convirtió en un spa curativo de Kneipp por su clima templado, y desde entonces se le ha llamado Bad Laasphe.